# Sublegado
Sublegado es una figura jurídica que consiste en que el testador impone a un legatario la obligación de pagar un legado a una tercera persona.
El sublegado puede revestir la forma del legado, por lo que su cumplimiento puede atribuir al legatario obligaciones similares a las que el legado atribuía al heredero, es decir, la obligación será positiva de dar o de hacer algo.

## Crítica sobre su nomenclatura
El vocablo «sublegado», aplicado al legado cuyo pago queda impuesto a cierto legatario suyo por el testador, no está correctamente atribuido a la figura, porque si bien hay dos actos del mismo tipo (dos legados), estos recaen en objetos diferentes y fueron dispuestos por un mismo testador, no sobre un mismo objeto y por dos personas diferentes, la segunda de las cuales es parte de ambos legados.

## Requisitos de procedencia

### Debe recaer sobre cosa ajena
Esto significa que debe ser dispuesto antes de que quien asigna la cosa en sublegado la haya adquirido merced al legado de otro, llamado principal. Si acaece lo contrario, vale decir, que se legue una especie recibida a título de legado ya aceptado y, por ende, después que el testador la adquirió, entonces la asignación no es un sublegado, sino un legado ordinario que nada de especial ofrece a consideración, porque no se diferencia del que disponga el testador sobre cualquier otra cosa que le pertenezca, respecto de las cuales nunca interesa el modo con que la adquirió. Da lo mismo, en efecto, que el testador que lega una especie propia en algún momento anterior se haya hecho su dueño entre vivos por tradición fundada en cualquier título traslaticio, o por causa de muerte a título de herencia o legado, o merced a ocupación, accesión o prescripción adquisitiva: si, en cualquier caso, es suya al momento de testar, el modo como la haya adquirido resulta completamente indiferente en el ámbito al que se ha referido. Que la especie suya legada por un testador se haya hecho suya antes a título de legado, eso no determina alguna diferencia con el hecho de haberla adquirido por otro modo.

### Aceptación del legado en vida
Al momento de morir el disponente del sublegado, el objeto de este ya tiene que haberse incorporado en su patrimonio; lo que implica la oportuna aceptación del legado principal. Por consiguiente, el sublegado empieza por ser de cosa ajena y termina por recaer sobre cosa propia. Si tal no hubiera acaecido, el sublegado, que en su origen fue de cosa ajena, sigue siendo de cosa ajena al deferirse, y entonces se convierte en otra asignación, como veremos.
En tales condiciones, impiden poder producir sus efectos al sublegado las siguientes hipótesis: i) el repudio del legado deferido a quien dispuso el sublegado, por este mismo; ii) su incapacidad o indignidad para recibir el legado a él deferido; iii) su exheredación, si era legitimario del testador que le legó lo que el exheredado sublegó; iv) la muerte del disponente del sublegado acaecida con anterioridad a la apertura de la sucesión del testador que legó algo en su favor, que él mismo había sublegado, porque entonces el primer legado ni siquiera alcanzó a ser deferido al disponente del sublegado.